# Copa de las Naciones de la OFC 2000
La Copa de las Naciones de la OFC 2000 fue la quinta edición del máximo torneo a nivel de selecciones de Oceanía. Tuvo lugar entre el 19 y el 28 de junio en la Polinesia Francesa —inscrita a la OFC y la FIFA bajo el nombre de Tahití—.
Como en la edición anterior, seis selecciones participaron. En la fase de grupos, Australia y Nueva Zelanda avanzaron sin mayores complicaciones, acompañados por las Islas Salomón y Vanuatu. Tahití, organizador del evento, cayó en sus dos encuentros y se despidió prematuramente de la competición. Fue la primera y única vez en la historia del torneo en la que el equipo local no pudo avanzar de ronda. Australianos y neozelandeses llegaron nuevamente al partido decisivo, en el que los Socceroos se impusieron por 2-0. Significó el tercer título para Australia y la clasificación a la Copa FIFA Confederaciones 2001.

## Sede
| Papeete           |
| ----------------- |
| Stade Pater       |
| Capacidad: 11,700 |
|                   |
| Papeete           |

## Equipos participantes
Por tercera y última vez, el proceso clasificatorio constó de las ediciones 2000 de la Copa Melanesia y Polinesia. Tanto el campeón como el subcampeón de cada torneo recibía un lugar en el campeonato. Fiyi, campeón melanesio, no pudo participar por el golpe de Estado que azotaba al país; por lo que los representantes de esa región fueron el subcampeón Islas Salomón y Vanuatu, que había terminado en tercer lugar. Por el lado polinesio, Tahití y las Islas Cook volvieron a quedarse con los dos cupos. Fue la única edición en la que el país organizador tuvo que disputar el proceso clasificatorio. A estos cuatro países se le sumaron Australia y Nueva Zelanda, clasificados automáticamente.
| Equipos participantes | Equipos participantes | Equipos participantes | Equipos participantes |
| --------------------- | --------------------- | --------------------- | --------------------- |
| Australia             | Islas Cook            | Islas Salomón         |                       |
| Nueva Zelanda         | Tahití                | Vanuatu               |                       |

## Resultados

### Primera fase

#### Grupo A
| Pos. | Equipo        | Pts. | PJ | G | E | P | GF | GC | Dif. | Clasificación |
| ---- | ------------- | ---- | -- | - | - | - | -- | -- | ---- | ------------- |
| 1    | Australia     | 6    | 2  | 2 | 0 | 0 | 23 | 0  | +23  | Segunda fase  |
| 2    | Islas Salomón | 3    | 2  | 1 | 0 | 1 | 5  | 7  | −2   | Segunda fase  |
| 3    | Islas Cook    | 0    | 2  | 0 | 0 | 2 | 1  | 22 | −21  |               |

 Fuente: 
| 19 de junio de 2000 | Australia | 17:0 (7:0) | Islas Cook | Estadio Pater Te Hono Nui, Papeete                       |                                                          |
|                     | Agostino 18' 68' · Muscat 21' 45' (pen.) · Tiatto 24' · Foster 30' 42' 51' 80' · Zdrilic 35' 65' · Lazaridis 55' · Popovic 60' · Corica 70' · Zane 82' 87' 89' |            |            | Asistencia: 1000 espectadores Árbitro(s): Ronan Leaustic | Asistencia: 1000 espectadores Árbitro(s): Ronan Leaustic |

| 21 de junio de 2000 | Islas Salomón                                                 | 5:1 (1:0) | Islas Cook   | Estadio Pater Te Hono Nui, Papeete                      |                                                         |
|                     | Suri 33' · Menapi 47' · Samani 63' · Omokirio 74' · Kotto 88' |           | Shepherd 55' | Asistencia: 1000 espectadores Árbitro(s): Harry Attison | Asistencia: 1000 espectadores Árbitro(s): Harry Attison |

| 23 de junio de 2000 | Australia                                                                              | 6:0 (6:0) | Islas Salomón | Estadio Pater Te Hono Nui, Papeete                       |                                                          |
|                     | Chipperfield 6' · Zane 13' 35' · Omokirio 36' (a.g.) · Muscat 39' (pen.) · Cardozo 43' |           |               | Asistencia: 300 espectadores Árbitro(s): Joakim Sosongan | Asistencia: 300 espectadores Árbitro(s): Joakim Sosongan |

#### Grupo B
| Pos. | Equipo        | Pts. | PJ | G | E | P | GF | GC | Dif. | Clasificación |
| ---- | ------------- | ---- | -- | - | - | - | -- | -- | ---- | ------------- |
| 1    | Nueva Zelanda | 6    | 2  | 2 | 0 | 0 | 5  | 1  | +4   | Segunda fase  |
| 2    | Vanuatu       | 3    | 2  | 1 | 0 | 1 | 4  | 5  | −1   | Segunda fase  |
| 3    | Tahití (H)    | 0    | 2  | 0 | 0 | 2 | 2  | 5  | −3   |               |

 Fuente: 
| 19 de junio de 2000 | Nueva Zelanda                  | 2:0 (1:0) | Tahití | Estadio Pater Te Hono Nui, Papeete                     |                                                        |
|                     | Bouckenooghe 27' · Jackson 78' |           |        | Asistencia: 1000 espectadores Árbitro(s): Eddie Lennie | Asistencia: 1000 espectadores Árbitro(s): Eddie Lennie |

| 21 de junio de 2000 | Nueva Zelanda              | 3:1 (0:1) | Vanuatu  | Estadio Pater Te Hono Nui, Papeete |                          |
|                     | Killen 47' 84' · Perry 56' |           | Iwai 14' | Árbitro(s): Eddie Lennie           | Árbitro(s): Eddie Lennie |

| 23 de junio de 2000 | Vanuatu                       | 3:2 (0:1) | Tahití                         | Estadio Pater Te Hono Nui, Papeete                    |                                                       |
|                     | Ben 49' · Iwai 60' · Tura 77' |           | Rousseau 2' (pen.) · Amaru 87' | Asistencia: 500 espectadores Árbitro(s): Eddie Lennie | Asistencia: 500 espectadores Árbitro(s): Eddie Lennie |

### Segunda fase
|  | Semifinales                | Semifinales                |   |                              | Final                        | Final               |  |
|  | 25 de junio de 2000        | 25 de junio de 2000        |   |                              | 28 de junio de 2000          | 28 de junio de 2000 |  |
|  |                            |                            |   |                              |                              |                     |  |
|  | Pater Te Hono Nui, Papeete |                            |   |                              |                              |                     |  |
|  | Australia                  | 1                          |   |                              |                              |                     |  |
|  | Vanuatu                    | 0                          |   |                              |                              |                     |  |
|  |                            |                            |   |                              |                              |                     |  |
|  |                            |                            |   |                              | Pater Te Hono Nui, Papeete   |                     |  |
|  |                            |                            |   |                              | Australia                    | 2                   |  |
|  |                            | Nueva Zelanda              | 0 |                              |                              |                     |  |
|  |                            |                            |   |                              |                              |                     |  |
|  |                            |                            |   |                              |                              |                     |  |
|  |                            |                            |   |                              | Tercer lugar                 |                     |  |
|  | Pater Te Hono Nui, Papeete | Pater Te Hono Nui, Papeete |   | 28 de junio - Pater, Papeete | 28 de junio - Pater, Papeete |                     |  |
|  | Nueva Zelanda              | 2                          |   | Vanuatu                      | 1                            |                     |  |
|  | Islas Salomón              | 0                          |   |                              | Islas Salomón                | 2                   |  |

#### Semifinales
| 25 de junio de 2000 | Australia        | 1:0 (1:0) | Vanuatu | Estadio Pater Te Hono Nui, Papeete                      |                                                         |
|                     | Muscat 5' (pen.) |           |         | Asistencia: 300 espectadores Árbitro(s): Brian Precious | Asistencia: 300 espectadores Árbitro(s): Brian Precious |

| 25 de junio de 2000 | Nueva Zelanda   | 2:0 (0:0) | Islas Salomón | Estadio Pater Te Hono Nui, Papeete                    |                                                       |
|                     | Elliott 51' 55' |           |               | Asistencia: 500 espectadores Árbitro(s): Eddie Lennie | Asistencia: 500 espectadores Árbitro(s): Eddie Lennie |

#### Tercer puesto
| 28 de junio de 2000 | Vanuatu  | 1:2 (1:0) | Islas Salomón                    | Estadio Pater Te Hono Nui, Papeete                      |                                                         |
|                     | Bibi 35' |           | Menapi 53' · Omokirio 69' (pen.) | Asistencia: 300 espectadores Árbitro(s): Ronan Leaustic | Asistencia: 300 espectadores Árbitro(s): Ronan Leaustic |

#### Final
| 28 de junio de 2000 | Australia               | 2:0 (1:0) | Nueva Zelanda | Estadio Pater Te Hono Nui, Papeete                     |                                                        |
|                     | Murphy 40' · Foster 66' |           |               | Asistencia: 300 espectadores Árbitro(s): Harry Attison | Asistencia: 300 espectadores Árbitro(s): Harry Attison |

## Campeón
| Bandera de Australia |
| Campeón Australia    |
| Tercer título        |

## Goleadores
5 goles
- Clayton Zane
- Craig Foster

4 goles
- Kevin Muscat

2 goles
- David Zdrilic
- Paul Agostino
- Chris Killen
- Simon Elliott
- Commins Menapi
- Gideon Omokirio
- Richard Iwai

1 gol
- Danny Tiatto
- Pablo Cardozo
- Scott Chipperfield
- Shaun Murphy
- Stan Lazaridis
- Steve Corica
- Tony Popovic
- Daniel Shepherd
- Chris Jackson
- Jonathan Perry
- Kris Bouckenooghe
- Batram Suri
- Henry Koto
- Jack Samani
- Harold Amaru
- Jean-Loup Rousseau
- Georgino Tura
- Jimmy Ben
- Lexa Bibi

Autogol
- Gideon Omokirio (ante Australia)

## Clasificación final
| Equipo | Equipo        | Pts | PJ | PG | PE | PP | GF | GC | Dif | Rend |
| ------ | ------------- | --- | -- | -- | -- | -- | -- | -- | --- | ---- |
| 1      | Australia     | 12  | 4  | 4  | 0  | 0  | 26 | 0  | 26  | 100% |
| 2      | Nueva Zelanda | 9   | 4  | 3  | 0  | 1  | 6  | 3  | 3   | 75%  |
| 3      | Islas Salomón | 6   | 4  | 2  | 0  | 2  | 7  | 9  | -2  | 50%  |
| 4      | Vanuatu       | 3   | 4  | 1  | 0  | 3  | 5  | 9  | -4  | 25%  |
| 5      | Tahití        | 0   | 2  | 0  | 0  | 2  | 2  | 5  | -3  | 0%   |
| 6      | Islas Cook    | 0   | 2  | 0  | 0  | 2  | 1  | 22 | -21 | 0%   |